# Schoenoplectiella purshiana
Schoenoplectiella purshiana là loài thực vật có hoa trong họ Cói. Loài này được (Fernald) Lye mô tả khoa học đầu tiên năm 2003.